# BeamNG.drive
BeamNG.drive — компьютерная игра в жанре автосимулятора, разработанная и изданная компанией BeamNG GmbH для платформы Windows с экспериментальной версией для Linux. Использует уникальную физику мягких тел. Является идейным продолжением предыдущего проекта разработчиков — Rigs of Rods.

## Игровой процесс
BeamNG.drive позволяет игрокам управлять различными транспортными средствами и разбивать их на различных картах. Игра отличается реалистичной и точной физикой для управления динамикой транспортных средств, а также реалистичного моделирования столкновений между объектами и транспортными средствами. Кроме того, игроки могут создавать модификации. Имеется встроенный репозиторий модов, который позволяет разработчикам добавлять различные внутриигровые объекты. Игроки также могут устанавливать любые внешние модификации, изменяя файлы игры. Начиная с версии 0.4.0.0 игра доступна в Steam в раннем доступе. В настоящий момент игра находится в этапе разработки альфа. В версии 0.4.0.0 в игру были добавлены сценарии, в которых игрок должен пройти через контрольные точки (отличается от свободного режима) а в версии 0.8.0.1 была добавлена кампания под названием «A Rocky Start» (от англ. — «Скалистый старт»). Также игроки могут создавать трафик в игре, который тоже обладает физикой столкновений.

### Физика
BeamNG.drive базируется на режиме реального времени и структурной физике мягких тел для симуляции поведения транспортных средств, которые в игре состоят из мягкого корпуса и узла балочной конструкции, подобно конструкции транспортного средства в Rigs of Rods. Физический движок имитирует сеть взаимосвязанных узлов и балок, которые образуют невидимый каркас автомобиля с реалистичным весом и массой. Движок постоянно вычисляет физические уравнения и задачи в режиме реального времени прямо во время игры.

## Сюжет
Жанр игры — песочница. В игре присутствует находящийся в разработке режим карьеры, в котором игрок должен зарабатывать опыт и деньги, выполняя задания и проходя различные гонки. В игре присутствуют различные кампании вроде «Школа Вождения» и «Скалистый старт».

## Разработка
В конце мая 2012 года BeamNG выпустила видео на своём YouTube-канале под названием «Революционная физика мягких тел в „CryEngine3“». Первоначально BeamNG.drive использовала рендерный игровой движок CryEngine3, но из-за большого количества багов игра была перенесена на движок Torque 3D. Для разработки BeamNG.drive разработчики использовали язык программирования Lua и пакеты данных через сеть системы Lua, в то время как игра работает для того, чтобы завершить сложные уравнения физики во время игры.
BeamNG создала свой сайт в мае 2012 года, чтобы публиковать туда новости о разработке симулятора. На сайте есть публичный форум, блог разработчиков, wiki, новостная лента, информация о компании, полезные ссылки.
Игра была размещена на открытое голосование в Steam Greenlight 12 февраля 2014 года. Уже спустя 9 дней игра получила зелёный свет. Новость об этом была опубликована на сайте разработчиков.
С сентября 2014 до февраля 2015 года разработчики BeamNG.drive добавили публичные экспериментальные версии игры, в которых были собраны последние достижения BeamNG.drive. Steam Early Access Update была официально добавлена в Steam в режим раннего доступа 29 мая 2015 года.
С версии 0.25 BeamNG.drive поддерживает только 64-битные операционные системы семейства Windows.

## Отзывы критиков
BeamNG.drive получила высокие оценки критиков. В статье BBC Autos автор написал: «К BeamNG проявляют интерес в кинематографе для моделирования трюков на транспортных средствах, так как они могут быть протестированы основательно, но дёшево — до того, как каскадёр разобьёт машину, в которой сидит».
Летом 2018 года, благодаря уязвимости в защите Steam Web API, стало известно, что точное количество пользователей сервиса Steam, которые играли в игру хотя бы один раз, составляет 804 022 человека.